# Julia Grant
Julia Boggs Dent, devenue après son mariage Julia Grant (née le 26 janvier 1826 à Saint-Louis, dans le Missouri et morte le 14 décembre 1902 à Washington), est l'épouse du président des États-Unis Ulysses S. Grant, et devient de ce fait, après l'élection de son mari, la 19e Première dame des États-Unis (du 4 mars 1869 au 4 mars 1877).

## Biographie
En 1854, son époux s'installe en tant qu'agriculteur près de Saint-Louis, sur la propriété d'un frère et avec les esclaves du père de Julia, mais l'exploitation périclite rapidement. Deux années plus tard, la famille s'installe sur la ferme du père de Julia et Ulysses construit une cabane en rondins rustique surnommée Hardscrabble (« Misérable »), que Julia déteste. Durant cette période, son époux achète au père de Julia un esclave, William Jones, âgé de 35 ans. N'ayant toujours pas rencontré le succès en agriculture, le couple quitte la ferme après la naissance de son quatrième et dernier enfant en 1858 ; en 1859, Ulysses affranchit son esclave au lieu de le revendre, à une époque où il aurait pu en tirer un bon prix et alors qu'il avait désespérément besoin d'argent.
Dans son rôle de Première dame, Julia Grant donne de somptueuses réceptions à la Maison-Blanche, où elle reçoit des Afro-Américains, chose inédite pour l'époque.